# Linneit
Linneit, auch als Linnéit sowie unter den bergmännischen Bezeichnungen Kobaltkies und Kobaltnickelkies bekannt, ist ein eher selten vorkommendes Mineral aus der Mineralklasse der „Sulfide und Sulfosalze“ mit der Endgliedzusammensetzung Co2+Co3+2S4, vereinfacht auch Co3S4, und damit chemisch gesehen Cobalt(II,III)-sulfid und das Schwefel-Analogon von Bornhardtit. Beide zählen strukturell gesehen zur Gruppe der Spinelle.
Linneit kristallisiert im kubischen Kristallsystem und entwickelt undurchsichtige Kristalle von meist wenigen Millimetern Größe und oktaedrischem Habitus, findet sich aber auch in Form körniger bis massiger Mineral-Aggregate. Das Mineral ist in jeder Form undurchsichtig (opak) und von hellgrauer bis stahlgrauer Farbe, hinterlässt jedoch auf der Strichtafel einen eher schwärzlichgrauen Strich. Die Kristallflächen frischer Mineralproben weisen einen metallischen Glanz auf. Nach einiger Zeit können diese aber matt oder buntfarbig anlaufen.

## Etymologie und Geschichte

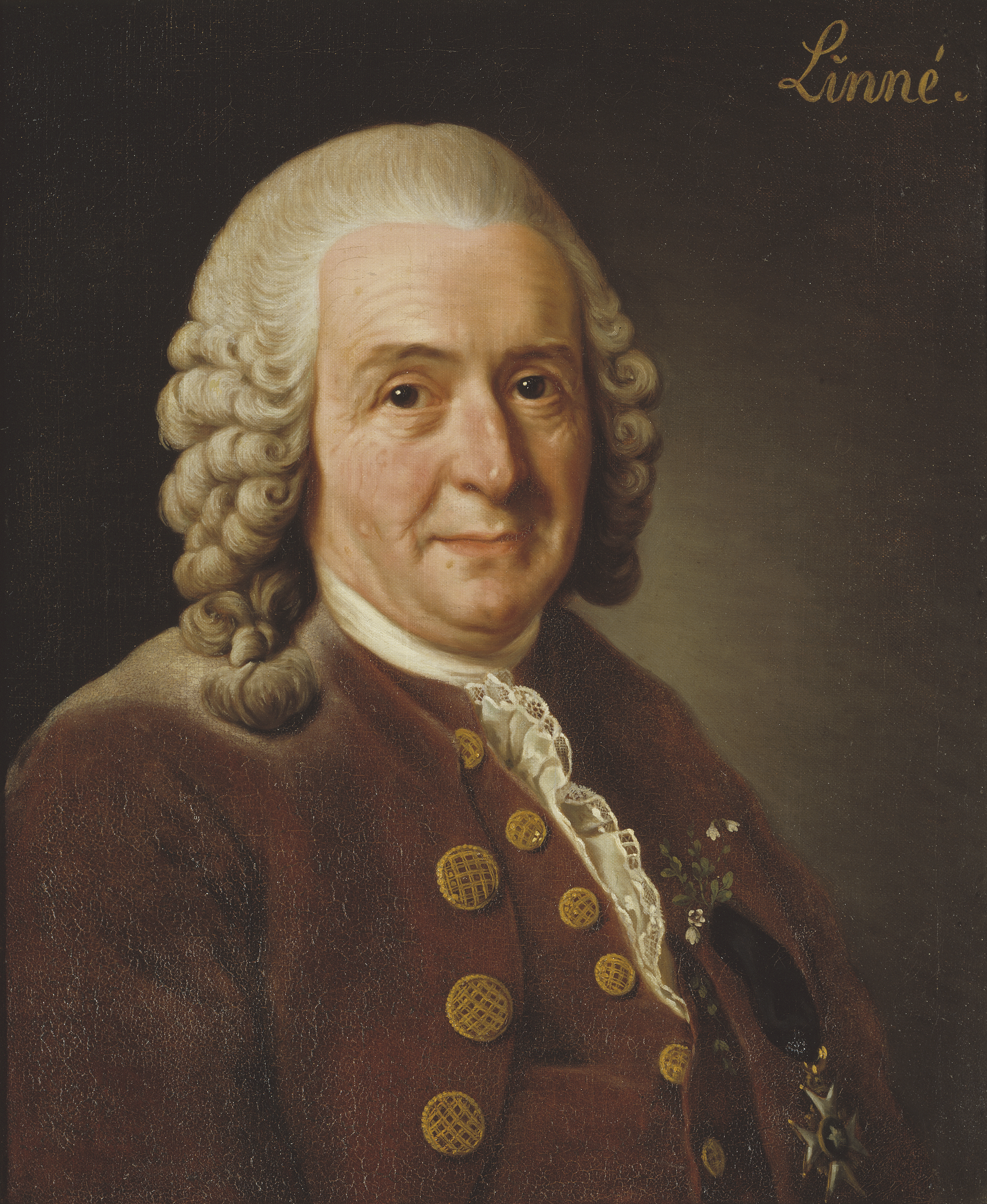
Carl von Linné (1775)

Erstmals beschrieben wurde das Mineral bereits 1746 durch den schwedischen Chemiker Georg Brandt aus einem schwedischen Vorkommen unter der Bezeichnung Schwedischer Pyrit. Nach dem Rösten desselben erhielt er ein schwarzes Pulver. Mit Kohlepulver, Flussmitteln und nach intensiver Hitzebehandlung in einem Schmiedeofen erhielt er eine kompakte, rötliche und formbare Masse mit magnetischen Eigenschaften, die er später als ein neues, bisher unbekanntes Element Cobalt erkannte.
Friedrich Hausmann prägte 1813 den Namen Kobaltkies und Carl Rammelsberg 1849 Kobaltnickelkies für das schwedische Mineral.
Den bis heutige gültigen Namen im deutschen Sprachraum erhielt das Mineral allerdings 1845 von Wilhelm Ritter von Haidinger, der es nach dem berühmten schwedischen Botaniker und Taxonomen Carl von Linné benannte. Im englischen Sprachraum setzte sich dagegen die Bezeichnung Linnaeite durch, die sich aus dem latinisierten Namen Linnés, Carolus Linnaeus, ableitet.
Eine vollständige mineralogische Beschreibung gelang allerdings erst anhand von Mineralproben aus den polymetallischen Erzlagerstätten der Bastnäs-Gruben bei Riddarhyttan in der schwedischen Provinz Västmanlands län. Die chemischen Analysen führten Wernekink und Hisinger durch und 1832 publizierte François Sulpice Beudant die Untersuchungsergebnisse und Mineralbeschreibung in seinem zweiten Band der Traité élémentaire de minéralogie unter der Mineralbezeichnung Koboldine. Die Bastnäs-Gruben gelten daher entsprechend als Typlokalität des Minerals. In ihnen wurden zudem viele weitere Seltenerd-Minerale entdeckt, aus denen auch die Elemente Cer und Lanthan erstmals extrahiert wurden.
Ein Aufbewahrungsort für das Typmaterial von Linneit ist nicht definiert.
Linneit war bereits vor der Gründung der International Mineralogical Association (IMA) 1958 bekannt und in der Fachwelt als Mineral anerkannt. Als sogenanntes grandfathered Mineral (G) wurde die Anerkennung von Linneit als eigenständige Mineralart von der Commission on new Minerals, Nomenclature and Classification (CNMNC) übernommen. Die ebenfalls von der IMA/CNMNC anerkannte Kurzbezeichnung (auch Mineral-Symbol) von Linneit lautet „Lin“.

## Klassifikation
Die strukturelle Klassifikation der IMA zählt den Linneit zur „Spinell-Supergruppe“, wo er zusammen mit Cadmoindit, Cuprorhodsit, Daubréelith, Greigit, Indit, Joegoldsteinit, Kalininit, Polydymit, Siegenit, Violarit und Xingzhongit die „Linneit-Untergruppe“ innerhalb der „Thiospinelle“ bildet (Stand 2019).
Bereits in der veralteten 8. Auflage der Mineralsystematik nach Strunz gehörte der Linneit zur Mineralklasse der „Sulfide und Sulfosalze“ und dort zur Abteilung der „Sulfide mit [dem Stoffmengenverhältnis] M(etall) : S(chwefel) < 1 : 1“, wo er als Namensgeber die „Linneit-Reihe“ mit der System-Nr. II/C.01 und den weiteren Mitgliedern Bornhardtit, Carrollit, Daubréelith, Greigit, Indit, Polydymit, Siegenit, Trüstedtit, Tyrrellit und Violarit bildete.
Im zuletzt 2018 überarbeiteten und aktualisierten Lapis-Mineralienverzeichnis nach Stefan Weiß, das sich aus Rücksicht auf private Sammler und institutionelle Sammlungen noch nach dieser alten Form der Systematik von Karl Hugo Strunz richtet, erhielt das Mineral die System- und Mineral-Nr. II/D.01-20. In der „Lapis-Systematik“ entspricht dies ebenfalls der Abteilung „Sulfide mit dem Stoffmengenverhältnis Metall : S,Se,Te < 1 : 1“, wo Linneit zusammen mit Bornhardtit, Cadmoindit, Carrollit, Cuprokalininit, Daubréelith, Fletcherit, Florensovit, Greigit, Indit, Kalininit, Polydymit, Siegenit, Trüstedtit, Tyrrellit und Violarit die „Linneit-Gruppe“ bildet.
Die von der IMA zuletzt 2009 aktualisierte 9. Auflage der Strunz’schen Mineralsystematik ordnet den Linneit in die neu definierte Abteilung der „Metallsulfide mit dem Stoffmengenverhältnis M : S = 3 : 4 und 2 : 3“ ein. Diese ist weiter unterteilt nach dem genauen Stoffmengenverhältnis, so dass das Mineral entsprechend seiner Zusammensetzung in der Unterabteilung „M : S = 3 : 4“ zu finden ist, wo es zusammen mit Bornhardtit, Cadmoindit, Carrollit, Cuproiridsit, Cuprorhodsit, Daubréelith, Ferrorhodsit, Fletcherit, Florensovit, Greigit, Indit, Kalininit, Malanit, Polydymit, Siegenit, Trüstedtit, Tyrrellit, Violarit und Xingzhongit die nach wie vor existierende „Linneitgruppe“ mit der System-Nr. 2.DA.05 bildet.
Die von der Mineraldatenbank „Mindat.org“ weitergeführte Strunz-Klassifikation, die sich im Aufbau nach der 9. Auflage der Strunz’schen Mineralsystematik richtet, führt in der Gruppe 2.DA.05 auch die nach 2009 neu beschriebenen Spinelle Berndlehmannit, Cuprokalininit, Joegoldsteinit, Nickeltyrrellit und Shiranuiit auf. Die Spinelle Ezochiit und Grimmit werden hier zusammen mit Ferrodimolybdänit (FeMo2S4), Zaykovit (Rh3Se4) und Zolenskyit (FeCr2S4) der allgemeineren Gruppe 2.DA (Metallsulfide mit M:S=3:4) zugewiesen.
Auch die vorwiegend im englischen Sprachraum gebräuchliche Systematik der Minerale nach Dana ordnet den Linneit in die Klasse der „Sulfide und Sulfosalze“ und dort in die Abteilung der „Sulfidminerale“ ein. Hier ist er ebenfalls als Namensgeber der „Linneitgruppe (Isometrisch: Fd3m)“ mit der System-Nr. 02.10.01 und den weiteren Mitgliedern Carrollit, Fletcherit, Tyrrellit, Bornhardtit, Siegenit, Polydymit, Violarit, Trüstedtit, Greigit, Daubréelith, Indit, Kalininit, Florensovit, Cuproiridsit, Cuprorhodsit, Malanit, Ferrorhodsit und Cadmoindit innerhalb der Unterabteilung „Sulfide – einschließlich Seleniden und Telluriden – mit der Zusammensetzung AmBnXp, mit (m+n):p=3:4“ zu finden.

## Chemismus
Die Endgliedzusammensetzung von Linneit (Co3S4) besteht aus drei Cobalt- (Co) und vier Schwefel- (S) ionen. Dies entspricht einem Massenanteil (Gewichtsprozent) von 57,96 Gew.-% Co und 42,04 Gew.-% S.
Aufgrund weitgehender Mischkristallbildung mit verschiedenen Sulfiden gleicher Struktur kann Linneit allerdings hohe Fremdbeimengungen an Kupfer (Cu), Eisen (Fe) und Nickel (Ni) aufweisen. So wurden unter anderem in chemisch ähnlichen Mineralproben aus den Kupfer- und Cobalt-Gruben bei Gladhammar etwa 15 km südwestlich von Västervik in der schwedischen Provinz Kalmar län neben einem abweichenden Gehalt von 40,71 Gew.-% Co und 41,43 Gew.-% S noch Fremdbeimengungen von 7,35 Gew.-% Ni, 8,79 Gew.-% Cu und 1,30 Gew.-% Fe gemessen. Weitere analysierte Proben aus dem Carroll County (Maryland) in den USA (Eisen-Kupfergruben in Finksburg, Louisville und Sykesville) wiesen neben 48,70 Gew.-% Co und 41,70 Gew.-% S noch 4,75 Gew.-% Ni, 2,40 Gew.-% Cu und 2,36 Gew.-% Fe auf.
Linneit bildet mit Polydymit (Ni2+Ni3+2S4) eine Mischkristallreihe, bei dem Cobalt durch Nickel ersetzt ist.

## Kristallstruktur
Linneit kristallisiert kubisch in der Raumgruppe Fd3m (Raumgruppen-Nr. 227) mit dem Gitterparameter a = 9,43 Å sowie acht Formeleinheiten pro Elementarzelle. Die Kristallstruktur entspricht der Spinellstruktur, bei der Sauerstoff durch Schwefel ersetzt ist (Thiospinell).

## Eigenschaften
Vor dem Lötrohr scheidet Linneit schweflige Säure ab und abgeröstet bildet sich eine magnetische Kugel. In Salpetersäure löst sich das Mineral unter Abgabe von Schwefel auf. In Salzsäure ist Linneit dagegen unlöslich.

## Modifikationen und Varietäten
Es ist eine goldhaltige Varietät des Linneits bekannt. Diese ist bislang nur aus einem Fund in der Santa Fé Mine im mexikanischen Bundesstaat Chiapas bekannt.

## Bildung und Fundorte

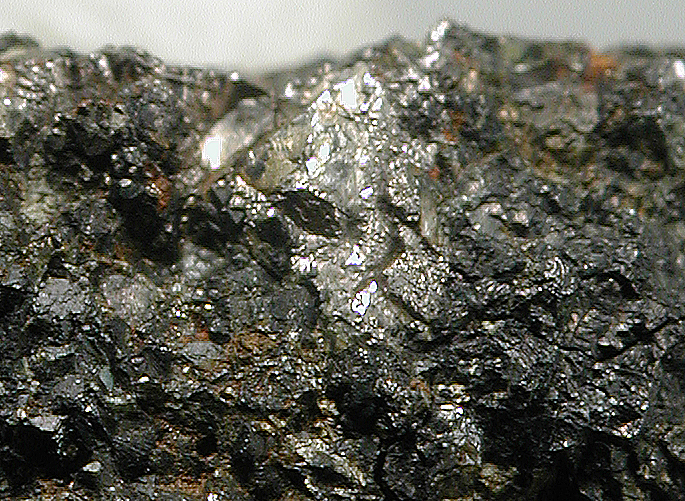
Linneit (silbergrau) und Magnetit (dunkelgrau) aus den Gladhammar Minen bei Västervik, Småland, Schweden (Sichtfeld 3 mm)

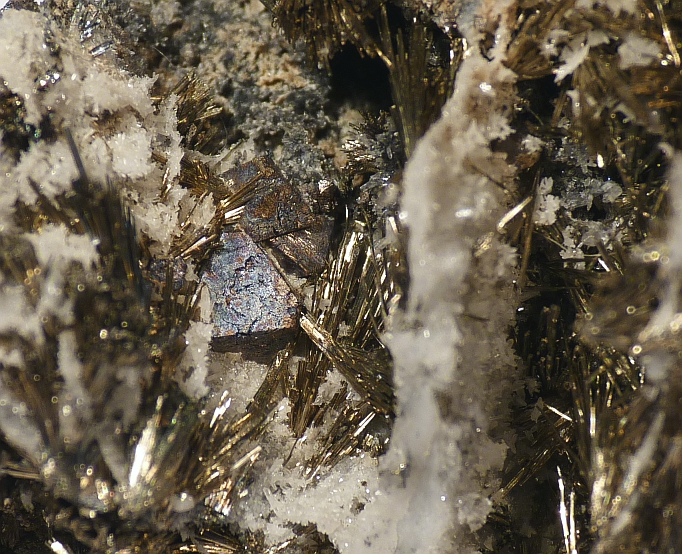
Linneit und Millerit aus der Grube Victoria, Littfeld, Siegerland, NRW

Linneit bildet sich im Allgemeinen zusammen mit anderen Nickel- und Cobaltsulfiden unter hydrothermalen Bedingungen in Gang-Lagerstätten, kann aber auch in metamorphen und sedimentären Lagerstätten entstehen. Als Begleitminerale können unter anderem Chalkopyrit, Pyrrhotin, Millerit, Bismuthinit, Gersdorffit, Carrollit, Cattierit, Ullmannit, Markasit, Pyrit, Galenit und Sphalerit auftreten.
Als eher seltene Mineralbildung kann Linneit an verschiedenen Fundorten zum Teil zwar reichlich vorhanden sein, insgesamt ist er aber wenig verbreitet. Weltweit sind bisher (Stand 2022) rund 260 Fundorte für Linneit dokumentiert. Neben der Typlokalität Bastnäs im Västmanlands län fand man das Mineral in Schweden noch bei Smedsbo in Dalarna, Vittangi (Gemeinde Kiruna) in Lappland, Tunaberg (Nyköping) im Södermanland sowie an mehreren Orten in Småland und Västmanland gefunden werden.
In Deutschland wurde Linneit unter anderem im Schwarzwald in Baden-Württemberg, in Niederbayern und der Oberpfalz, bei Bellnhausen (Gladenbach) in Hessen, am Rammelsberg in Niedersachsen, im Sauerland und Siegerland, an mehreren Orten von Rheinland-Pfalz, im sächsischen Erzgebirge sowie bei Ronneburg in Thüringen gefunden. Teilweise bauwürdige Mengen kennt man vor allem aus den hydrothermalen Siderit-Lagerstätten (Eisenspat) bei Müsen, Eiserfeld, Littfeld und Grünau.
In Österreich fand sich das Mineral am Hüttenberger Erzberg in Kärnten, Stubach in Salzburg sowie an mehreren Orten der Steiermark und Tirol.
In der Schweiz trat Linneit unter anderem im Murgtal im Kanton Glarus, bei Trun GR in Graubünden, Molino TI im Kanton Tessin und Ayer (Val d’Anniviers) im Kanton Wallis auf.
Bekannt für seine gut ausgebildeten Kristalle mit bis zu drei Zentimetern Durchmesser ist zudem die sedimentäre Kupfer- und Cobalt-Vererzung in der Kilembe Mine im Königreich Toro in Uganda. Weitere bekannte sedimentäre Lagerstätte dieser Art lagen in Nordrhodesien und Katanga.
Weltweit kennt man Linneit unter anderem noch aus Australien, China, Finnland, Frankreich, Italien, Kanada, Norwegen, Polen, Russland und den Vereinigten Staaten von Amerika (USA).

## Verwendung
Linneit findet bei lokaler Anhäufung als Cobalterz Verwendung.